# Vingt-sixième circonscription de Tokyo
La vingt-sixième circonscription de Tokyo (東京都第26区, Tōkyō-to dai-nijū-roku-ku) est l'une des trente circonscriptions législatives que compte la préfecture métropolitaine de Tokyo.

## Description géographique
Depuis 2022, la vingt-sixième circonscription de Tokyo comprend l'arrondissement spécial de Meguro et une partie de l'arrondissement d'Ōta,.

## Députés
| Législature | Début de mandat | Fin de mandat | Député élu         | Parti politique | Parti politique |
| ----------- | --------------- | ------------- | ------------------ | --------------- | --------------- |
| 50e         | 2024            | -             | Jin Matsubara (ja) |                 | SE              |

## Résultats électoraux
| Parti | Parti                     | Candidat           | Vote    | Vote |
| Parti | Parti                     | Candidat           | Voix    | %    |
| ----- | ------------------------- | ------------------ | ------- | ---- |
|       | Indépendant               | Jin Matsubara (ja) | 108 174 | 45,6 |
|       | Parti libéral-démocrate   | Ueki Imaoka        | 68 568  | 28,9 |
|       | Parti communiste japonais | Masako Wada        | 28 819  | 12,1 |
|       | Sanseitō                  | Kumi Fujita        | 17 250  | 7,3  |
|       | Indépendant               | Masafumi Tabuchi   | 14 602  | 6,2  |